# Vuelta a España 1983
La Vuelta a España 1983, trentottesima edizione della corsa spagnola, si svolse in 19 tappe più il prologo, dal 19 aprile all'8 maggio 1983, per un percorso totale di 3 399 km. Fu vinta dal francese Bernard Hinault che terminò la gara in 94h28'26" alla media di 35,98 km/h davanti agli spagnoli Marino Lejarreta e Alberto Fernández.
La Corsa vide la partecipazione di quasi tutti i maggiori campioni dell'epoca: per la Francia, nell'equipe Renault, Bernard Hinault -vincitore l'anno avanti del suo quarto TOUR-  Laurent Fignon, che alla Grand Boucle avrebbe trionfato due mesi dopo la conclusione di questa Vuelta; Greg LeMond; per l'Italia, Beppe Saronni -campione del mondo a Goodwood e trionfatore nel 'Lombardia',  al termine della precedente stagione; gli assi spagnoli Pedro Delgado e Marino Lejarreta; il velocista belga Vanderaerden; il campione olandese Kuiper. Favoritissimo, Bernard Hinault non deluse le attese. Dopo una indenne per lui traversata dei Pirenei, il Bretone dovette subire il poderoso ritorno alla vittoria di Marino Lejarreta nella tappa, allora inedita, dei Laghi di Covadonga, che rimise in gioco il corridore basco dell'Alfa Lum, mentre due giorni dopo, nella crono di Valladolid, Gorospe conquistava il primato in classifica. Afflitto da tendinite, Hinault riuscì tuttavia, a distanza di altri due giorni da quest'ultima  crono, cioè nella memorabile tappa di Àvila, mediante un gioco di squadra che impose sin da principio della frazione un ritmo frenetico alla corsa, a staccare Gorospe sul Puerto de Serranillos, penultimo della giornata e infliggere alla maglia Amarillo spagnola un divario, all'arrivo, di oltre venti minuti,  riprendendosi così il titolo del primato; mentre Lejarreta -di poco, in classifica, indietro  al francese capitano della Renault-  non riusciva più a impegnare seriamente, sulle ulteriori salite della Corsa (nella Spagna centrale) Bernard Hinault: alla sua seconda vittoria, dopo il traguardo di Madrid, nella più importante corsa a tappe iberica.
Alla partenza avvenuta a Almussafes presero il via 100 ciclisti divisi in 10 squadre, mentre all'arrivo a Madrid giunsero 59 ciclisti.

## Tappe
| Tappa  | Data      | Percorso                                                | km    | Vincitore di tappa     | Leader cl. generale |
| ------ | --------- | ------------------------------------------------------- | ----- | ---------------------- | ------------------- |
| Prol   | 19 aprile | Almussafes (cron. individuale)                          | 6,8   | Dominique Gaigne       | Dominique Gaigne    |
| 1ª     | 20 aprile | Almussafes > Cuenca                                     | 235   | Juan Fernández         | Dominique Gaigne    |
| 2ª     | 21 aprile | Cuenca > Teruel                                         | 152   | Eric Vanderaerden      | Dominique Gaigne    |
| 3ª     | 22 aprile | Teruel > Sant Carles de la Ràpita                       | 241   | Giuseppe Petito        | Dominique Gaigne    |
| 4ª     | 23 aprile | Sant Carles de la Ràpita > Sant Quirze del Vallès       | 192   | Laurent Fignon         | Dominique Gaigne    |
| 5ª     | 24 aprile | Sant Quirze del Vallès > Castellar de n'Hug             | 195   | Alberto Fernández      | Bernard Hinault     |
| 6ª     | 25 aprile | La Pobla de Lillet > Vielha                             | 235   | Marino Lejarreta       | Marino Lejarreta    |
| 7ª     | 26 aprile | Les > Sabiñánigo                                        | 137   | Jesús Suárez           | Marino Lejarreta    |
| 8ª     | 27 aprile | Sabiñánigo > Balneario de Panticosa (cron. individuale) | 38    | Marino Lejarreta       | Marino Lejarreta    |
| 9ª     | 28 aprile | Panticosa > Alfajarín                                   | 183   | Giuseppe Saronni       | Marino Lejarreta    |
| 10ª    | 29 aprile | Saragozza > Soria                                       | 134   | Giuseppe Saronni       | Julián Gorospe      |
| 11ª    | 30 aprile | Soria > Logroño                                         | 135   | Eric Vanderaerden      | Alberto Fernández   |
| 12ª    | 1 maggio  | Logroño > Burgos                                        | 147   | Noël Dejonckheere      | Alberto Fernández   |
| 13ª    | 2 maggio  | Aguilar de Campoo > Lagos de Covadonga                  | 188   | Marino Lejarreta       | Alberto Fernández   |
| 14ª    | 3 maggio  | Cangas de Onís > León                                   | 185   | Carlos Hernández Bailo | Álvaro Pino         |
| 15ª-1ª | 4 maggio  | León > Valladolid                                       | 134   | Pascal Poisson         | Álvaro Pino         |
| 15ª-2ª | 4 maggio  | Valladolid (cron. individuale)                          | 22    | Bernard Hinault        | Julián Gorospe      |
| 16ª    | 5 maggio  | Valladolid > Salamanca                                  | 162   | José Luis Laguía       | Julián Gorospe      |
| 17ª    | 6 maggio  | Salamanca > Avila                                       | 216   | Bernard Hinault        | Bernard Hinault     |
| 18ª    | 7 maggio  | Avila > Palazuelos de Eresma (Destilerías Dyc)          | 204   | Jesús Hernández Úbeda  | Bernard Hinault     |
| 19ª    | 8 maggio  | Palazuelos de Eresma (Destilerías Dyc) > Madrid         | 135   | Michael Wilson         | Bernard Hinault     |
| Totale | Totale    | Totale                                                  | 3 399 |                        |                     |

## Squadre e corridori partecipanti
Le 10 squadre partecipanti alla gara furono:
| N.    | Cod. | Squadra                        |
| ----- | ---- | ------------------------------ |
| 1-1   | ALF  | Alfa Lum-Olmo                  |
| 11-20 | MRC  | Jacky Aernoudt Meubelen-Rossin |
| 21-30 | HUE  | Hueso Chocolates               |
| 31-40 | TDC  | Del Tongo-Colnago              |
| 41-50 | KEL  | Kelme                          |

| N.     | Cod. | Squadra            |
| ------ | ---- | ------------------ |
| 51-60  | REG  | Renault-Elf-Gitane |
| 61-70  | REY  | Reynolds           |
| 71-80  | TEK  | Teka               |
| 81-90  | ZOR  | Zor                |
| 91-100 | BCC  | Boule d'Or-Colnago |

## Classifiche finali

### Classifica generale - Maglia gialla
| Pos. | Corridore         | Squadra  | Tempo     |
| ---- | ----------------- | -------- | --------- |
| 1    | Bernard Hinault   | Renault  | 94h28'26" |
| 2    | Marino Lejarreta  | Alfa Lum | a 1'12"   |
| 3    | Alberto Fernández | Zor      | a 3'58"   |
| 4    | Álvaro Pino       | Zor      | a 5'09"   |
| 5    | Hennie Kuiper     | Aernoudt | a 10'26"  |
| 6    | Eduardo Chozas    | Zor      | a 11'11"  |
| 7    | Laurent Fignon    | Renault  | a 11'27"  |
| 8    | Pedro Muñoz       | Zor      | a 12'25"  |
| 9    | Vicente Belda     | Kelme    | a 13'28"  |
| 10   | Faustino Rupérez  | Zor      | a 13'36"  |

### Classifica a punti - Maglia azzurra
| Pos. | Corridore        | Squadra  | Punti |
| ---- | ---------------- | -------- | ----- |
| 1    | Marino Lejarreta | Alfa Lum | 188   |
| 2    | Bernard Hinault  | Renault  | 162   |
| 3    | Laurent Fignon   | Renault  | 149   |

### Classifica scalatori - Maglia rossa
| Pos. | Corridore         | Squadra  | Punti |
| ---- | ----------------- | -------- | ----- |
| 1    | José Luis Laguía  | Reynolds | 123   |
| 2    | Fiorenzo Aliverti | Alfa Lum | 64    |
| 3    | Marino Lejarreta  | Alfa Lum | 56    |

### Classifica degli sprint intermedi
| Pos. | Corridore       | Squadra  | Punti |
| ---- | --------------- | -------- | ----- |
| 1    | Sabino Angoitia | Hueso    | 27    |
| 2    | Henri Manders   | Aernoudt | 12    |
| 3    | Michael Wilson  | Alfa Lum | 10    |

### Classifica a squadre
| Pos. | Squadra | Tempo      |
| ---- | ------- | ---------- |
| 1    | Zor     | 283h05'31" |
| 2    | Renault | a 16'31"   |
| 3    | Kelme   | a 54'21"   |